# فینیاس گیج
فینیاس گِیج (به انگلیسی: Phineas Gage) سرکارگر راه‌آهن بود که شهرتش به خاطر جان به در بردن از حادثه‌ای است که در آن یک میله بزرگ آهنی در سرش فرومی‌رود و یک یا هر دو لوب پیشانی مغزش را نابود می‌کند. هرچند که زنده می‌ماند و به زندگی خود ادامه می‌دهد، اما این آسیب دیدگی روی شخصیت او تأثیر می‌گذارد به طوری که دوستانش می‌گفتند که او دیگر گِیج نیست.
فینیاس گِیج شاید اولین نمونه‌ای بود که نشان داد آسیب دیدگی قسمت مشخصی از مغز می‌تواند روی شخصیت، اخلاق و رفتار انسان تأثیر بگذارد.

## زندگی

### حادثه

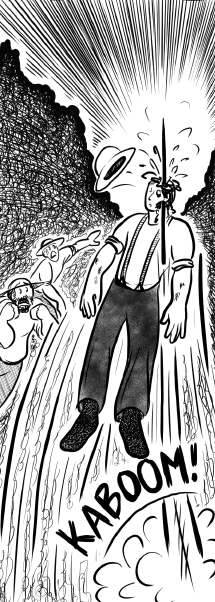

در ۱۳ سپتامبر ۱۸۴۸، فینیاس گِیج ۲۵ ساله، سرکارگر گروهی بود که مشغول تخریب صخره‌ها بودند تا مسیر را برای عبور خط آهن آماده کنند. یکی از مسئولیت‌های گیج این بود که در سوراخی که در صخره ایجاده شده، باروت بریزد، فتیله‌گذاری کند، روی آن شن بریزد و سپس با سنبه بکوبد تا فشرده شود. اما هنگام کوبیدن، احتمالاً به این خاطر که شن نریخته بود، باروت منفجر می‌شود و سنبه آهنی سرش را می‌شکافد.
گیج چند دقیقه بعد قادر به صحبت کردن بود و تقریباً بدون کمک می‌توانست راه برود و سفر ۳–۴ مایلی به بیمارستان را در گاری بنشیند. گیج مدتی به خاطر عفونت حاصل از نوعی قارچ به حالت کما رفت، اما بعد بهبود پیدا کرد.

### آینده و سفرها
تا ۲۵ نوامبر (۱۰هفته بعد از حادثه) گیج به اندازه کافی توان داشت تا به خانه والدینش در لبنون نیوهمپشایر برگردد. او این مسیر را با قطار طی کرد. در آن زمان کاملاً ضعیف و لاغر… سست و بچگانه بود، اما تا اواخر دسامبر از نظر ذهنی و جسمی رو به بهبودی رفت. تا فوریه ۱۸۴۹ توانست در مسائل مرتبط با اسب‌ها و طویله کمک کوچکی بکند. وقتی نوبت به خیش زنی رسید (حوالی می یا ژوئن) به خوبی می‌توانست نیمی از روز را کار کند. در آگوست، مادرش به یک پزشک گفت که بنظر می‌رسد حافظه اش بهتر شده ولی نه در حدی که یک غریبه متوجه شود.

### آسیب‌ها
در آوریل ۱۸۴۹، گیج به کوندیش بازگشت و به دیدن هارلو رفت. هارلو در آن زمان متوجه کوری (و افتادگی پلک) چشم چپ گیج، زخمی بزرگ روی پیشانی (بخاطر کشیدن آبسه) شد. نیمه چپ صورت گیج تاحدودی فلج بود. ازنظر جسمی سالم بود و بنظر هارلو، او بهبود یافته بود. سرش درد نمی‌کرد ولی می‌گفت حس عجیبی دارد که قادر به توصیفش نیست.
اگرچه یک سال بعد بعضی از این ضعف‌ها هم چنان پابرجا بودند، هارلو نوشت «از نظر جسمانی، در طی ۴ سال بعد از حادثه، روند بهبودی کامل شد».